# Nokia N82
De Nokia N82 is een smartphone van Nokia die 14 november 2007 officieel op de Europese markt gepresenteerd werd.
Het toestel is redelijk traditioneel vormgegeven, met een groot display en wat kleinere toetsen daaronder. In tegenstelling tot de N95 is het geen slide-toestel.
Het toestel maakt gebruik van het besturingssysteem Symbian S60, editie 3.
Wegens de grotendeels gelijklopende features wordt dit toestel door sommigen bestempeld als de opvolger van de Nokia N95.
Enkele belangrijke opties van het toestel zijn:
- QVGA-tft-kleurenscherm van 2,4 inch (240 × 320 pixels) met 16,7 miljoen kleuren
- Ingebouwde gps-ontvanger (plus routeplannersoftware die door Nokia zelf is ontwikkeld, Nokia Maps)
- Wifi-ondersteuning
- 5 megapixelcamera, met Carl Zeiss-lens en Xenon-flash
- Intern geheugen van 100 MB, plus een microSD-card slot
- Ingebouwde FM-radio
- Muziekspeler die onder andere de formaten MP3, AAC, WMA en M4A ondersteunt
- Bluetooth-techniek

N70 · N71 · N72 · N73 · N73 Music Edition · N75 · N76 · N77 · N80 · N81 · N82 · N85 · N90 · N91 · N92 · N93 · N93i · N95 · N96 · N97 · N800